# 17278 Viggh
17278 Viggh è un asteroide della fascia principale. Scoperto nel 2000, presenta un'orbita caratterizzata da un semiasse maggiore pari a 2,4434430 au e da un'eccentricità di 0,0845907, inclinata di 6,01949° rispetto all'eclittica.
L'asteroide è dedicato allo statunitense Herbert E. M. Viggh, responsabile della programmazione del progetto LINEAR.